# Eleição da cidade-sede dos Jogos Olímpicos de Inverno de 2018
O processo de eleição da cidade-sede dos Jogos Olímpicos de Inverno de 2018 ocorreu entre 2009 e 2011 e conta com a participação de três cidades de dois continentes. Outras cidades planejaram participar do processo, mas não se inscreveram.
Em 15 de outubro de 2009 terminou o prazo das inscrições. Uma cidade da Ásia (PyeongChang, na Coreia do Sul) e duas da Europa (Annecy, na França, e Munique, na Alemanha) oficializaram a sua postulação. O processo é composto por duas fases, em que as cidades candidatas formulam relatórios e recebem visitas de integrantes do COI. Na primeira fase do processo, as três cidades postulantes formularam relatórios que foram analisados por um Grupo de Trabalho. Em 22 de junho foi divulgado o resultado dessa análise. As três cidades foram aprovadas, permaneceram na disputa e passaram a ser chamadas oficialmente de Cidades Candidatas. Os relatórios finais de candidatura devem ser entregues ao Comitê Olímpico Internacional até 11 de janeiro de 2011.
O encerramento do processo foi realizado na 123ª Sessão do Comitê Olímpico Internacional, realizada em Durban, na África do Sul, em 2011 e o condado de PyeongChang foi eleito a sede..

## Cronograma
| Data                         | Evento                                                                                         |
| ---------------------------- | ---------------------------------------------------------------------------------------------- |
| 15 de outubro de 2009        | Encerramento do prazo de inscrição para as Cidades Postulantes.                                |
| 2 a 5 de dezembro de 2009    | Seminário de Instrução para as Cidades Postulantes.                                            |
| 12 a 28 de fevereiro de 2010 | Programa de Observação dos Jogos Olímpicos - Vancouver 2010.                                   |
| 15 de março de 2010          | Data final para envio do relatório com as respostas ao questionário do COI.                    |
| 22 de junho de 2010          | Divulgação dos nomes das Cidades Candidatas.                                                   |
| 11 de janeiro de 2011        | Envio dos livros de candidatura das Cidades Candidatas.                                        |
| 6 de junho de 2011           | Publicação do Relatório da Comissão Avaliadora, com as impressões sobre as cidades candidatas. |
| 6 de julho de 2011           | Eleição da sede dos Jogos Olímpicos de 2018 em Durban, África do Sul.                          |

## Potenciais candidatas

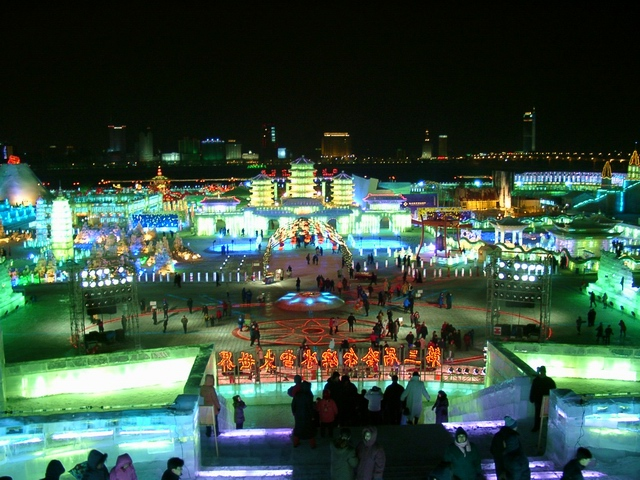
Festival de Inverno de Harbin, uma das cidades que não confirmou candidatura.

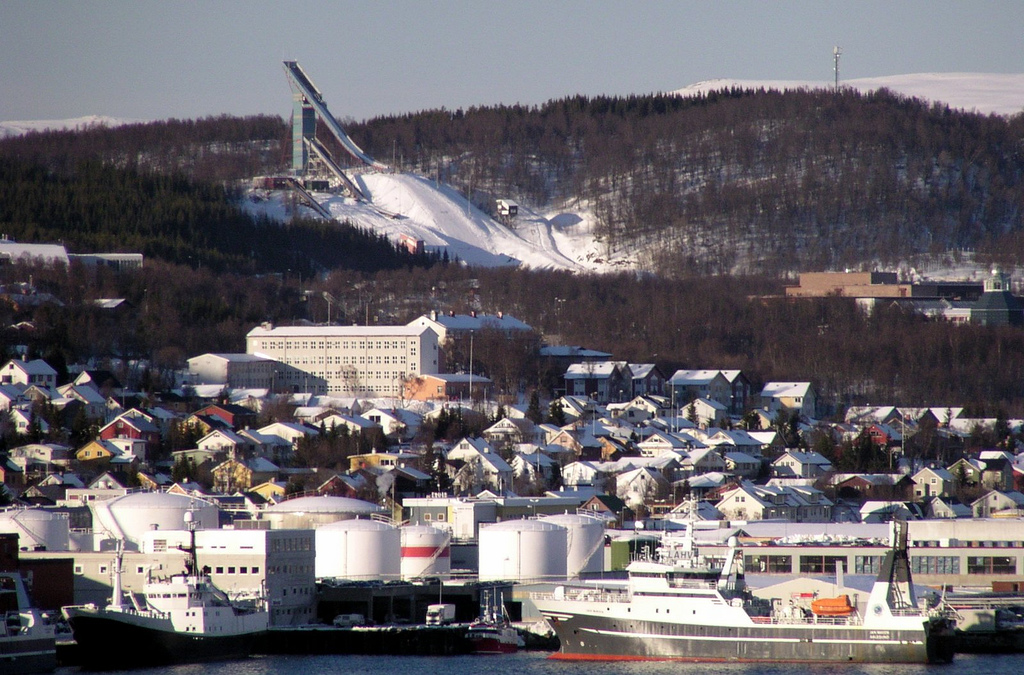
Pista de saltos de esqui em Tromsø, na Noruega.

- Sófia: a capital da Bulgária pretendia se candidatar,[5] o que não ocorreu, mas espera-se que seja oficializada uma candidatura da cidade para os Jogos Olímpicos de Inverno da Juventude de 2016.[6]
- Quebec: a cidade pretendia lançar candidatura, mas a proximidade com os Jogos de 2010, também realizados no Canadá, tornaria a vitória bastante difícil.[7]
- Almaty: a cidade, uma das sedes dos Jogos Asiáticos de Inverno de 2011, planejou se candidatar, mas não confirmou o desejo.[8]
- Santiago: o fato de a cidade estar localizada no hemisfério sul e, por causa disso, ter seu inverno entre julho e setembro inviabilizou a candidatura, já que, tradicionalmente, os Jogos Olímpicos de Inverno ocorrem no início do ano.[9]
- Harbin: a falta de apoio político e a carência de infraestrutura foram os motivos de a cidade, sede da Universíada de Inverno de 2009, não oficializar a candidatura.[10]
- Alta Carniola: sete cidades da região da Alta Carniola iniciaram um projeto para sediar os Jogos, mas ele não foi oficializado.[11]
- Zaragoza, Huesca e Jaca: o Comitê Olímpico Espanhol postergou para 2022 uma candidatura conjunta das três cidades por considerar que seria difícil duas cidades europeias sediarem edições consecutivas de Jogos Olímpicos de Inverno - Sochi, na Rússia, sediará a edição de 2014. Fato semelhante foi vivenciado por Madri no processo de eleição da cidade-sede dos Jogos Olímpicos de Verão de 2016.[12]
- Denver, Reno e Salt Lake City: as candidaturas foram canceladas pelo Comitê Olímpico dos Estados Unidos em virtude da participação de Chicago no processo para os Jogos de 2016.[13]
- Nice, Grenoble e Pelvoux: as três cidades perderam a eleição interna para Annecy.[14]
- Tromsø: a cidade desistiu devido à falta de apoio.[15]
- Queenstown: a cidade, que assim como Santiago, está localizada no hemisfério sul, manifestou o desejo de sediar os Jogos, mas não oficializou a candidatura.[16]
- Åre e Östersund: as cidades foram sondadas pelo Comitê Olímpico da Suécia, mas não concretizaram um projeto.[17]
- Genebra: apesar de o governo do Cantão de Genebra acreditar que a cidade possui infraestrutura suficiente para receber os Jogos Olímpicos, a falta de apoio do Comitê Olímpico Suíço impediu a oficialização do projeto, postergado para 2022.[18]
- Bukovel: especulou-se que essa cidade ucraniana pudesse se candidatar, mas isso não ocorreu.[5]

## Cidades Candidatas
- Annecy, França

Após a derrota de Paris no processo de eleição da cidade-sede dos Jogos Olímpicos de Verão de 2012, o Comitê Olímpico Francês havia desistido de oficializar candidaturas antes do processo para os Jogos de 2024, mas em 2008, recuou. Em janeiro de 2009, as quatro cidades candidatas, Annecy, Nice, Grenoble e Pelvoux, enviaram os relatórios de pré-candidatura ao Comitê Olímpico Francês. O Comitê, em relatório divulgado em 13 de março de 2009, avaliou que as candidaturas de Grenoble e Annecy eram de "alta qualidade", ao contrário das outras duas. Três dias depois, a entidade se reuniu para eleger a candidata francesa a sede dos Jogos de 2018. Annecy obteve vinte e três votos, contra dez de Nice, nove de Grenoble e um de Pelvoux, e foi eleita para representar o país no processo.
- Munique, Alemanha

A terceira maior cidade da Alemanha, sede dos Jogos Olímpicos de Verão de 1972, iniciou estudos de viabilidade para os Jogos de Inverno de 2018 em 2007. A única possível concorrente era a cidade de Hamburgo, que desistiu devido ao apoio declarado da Federação Alemã de Esportes Olímpicos a Munique. Em dezembro de 2007 a Federação Alemã de Esportes Olímpicos confirmou por unanimidade a escolha de Munique. O projeto, que inclui as competições dos esportes de neve em Garmisch-Partenkirchen, sede dos Jogos de Inverno de 1936, teve logotipo escolhido via votação popular na internet.
- PyeongChang, Coreia do Sul

O forte apoio popular e a experiência adquirida após duas derrotas, nos processos anteriores para 2010 e 2014, foram a motivação para o condado de PyeongChang tentar uma terceira candidatura. Para Thomas Bach, vice-presidente do Comitê Olímpico Internacional, a candidatura de PyeongChang ganhará força se focar em outro tema que não a paz na Península da Coreia. Segundo ele, a Ásia possui poucos locais propícios para a realização dos Jogos Olímpicos de Inverno, e PyeongChang é, com certeza, um deles.

## Avaliação das cidades postulantes
As três cidades que se inscreveram tiveram até 15 de março de 2010 para responder ao primeiro questionário. Através da análise das respostas, o COI avaliou cada projeto e deu uma nota mínima e uma máxima a cada um de acordo com onze critérios de avaliação:
| Apoio político e social           | 7,5 | 8,5  | 6,9 | 8,6  | 8,4 | 9,0 |
| Infraestrutura geral              | 8,0 | 9,0  | 5,4 | 6,9  | 6,7 | 8,0 |
| Locais de competição              | 7,0 | 8,6  | 5,6 | 6,9  | 6,8 | 8,5 |
| Vila(s) olímpica(s)               | 6,2 | 7,6  | 4,5 | 5,8  | 6,2 | 7,9 |
| Meio ambiente e impacto ambiental | 7,8 | 8,8  | 6,6 | 7,9  | 7,2 | 8,5 |
| Acomodações                       | 9,3 | 9,8  | 6,1 | 7,2  | 9,3 | 9,8 |
| Transporte                        | 8,0 | 8,8  | 5,5 | 7,5  | 8,3 | 9,0 |
| Segurança                         | 7,5 | 8,5  | 7,0 | 8,5  | 7,5 | 8,5 |
| Experiências anteriores           | 9,0 | 10,0 | 9,0 | 10,0 | 8,0 | 9,0 |
| Finanças                          | 6,7 | 8,6  | 6,9 | 8,5  | 6,9 | 8,3 |
| Conceito geral                    | 8,0 | 9,0  | 4,0 | 7,0  | 8,0 | 9,0 |

Na conclusão do relatório, o Grupo de Trabalho se mostrou satisfeito em anunciar que todas as postulantes possuem condições de realizar os Jogos Olímpicos de Inverno, e enfatizou o esforço necessário para organizar um evento deste porte. O Grupo concluiu que tanto Munique quanto PyeongChang tinham potencial para organizar Jogos bem-sucedidos. Quanto a Annecy, o projeto foi considerado disperso, uma vez que possuia dez regiões com instalações esportivas e diversas Vilas Olímpicas, o que representaria um desafio adicional em termos de organização e logística.